# Eve Miller
Eve Miller, född 8 augusti 1923 i Los Angeles i Kalifornien, död 17 augusti 1973 i Van Nuys i Kalifornien, var en amerikansk skådespelare som medverkade i 41 filmer, bland annat The Vicious Years, April i Paris, Kansas Pacific, De stora träden, The Winning Team och Hämndens man.
Eve Miller begick självmord 1973, 50 år gammal.